# Palaiargia obiensis
Palaiargia obiensis är en trollsländeart som beskrevs av Maurits Anne Lieftinck 1957. Palaiargia obiensis ingår i släktet Palaiargia och familjen dammflicksländor. Inga underarter finns listade i Catalogue of Life.